# The Neverhood
Неверхуд (енгл. The Neverhood) је авантуристичка покажи и кликни (енг. point-and-click) видео-игра коју је развио студио The Neverhood Inc. Игрица је позната по анимацији од пластелина са јединственом авантуристичком причом. Користи се једноставан интерфејс: кретање и интеракција са светом користећи миш. Нема екрана за инвентар, али постоје предмети које играч може покупити. Постоје загонетке засноване на инвентару, али већина њих обухвата корелацију са околином.
Идеју је смислио Даглас Тен-Нејпел, познати креатор серијала Earthworm Jim, да направи "свет од пластелина". У својој 23. години, један његов бивши колега је чувао монолит. На том монолиту, по имену Манкишајнс (енгл. Monkeyshines), је остао непотпун натпис који му је био подухват за причу у свету од пластелина. Након што је напустио компанију Shiny Entertainment, Тен-Нејпел је објавио 1995. да покреће сопствену компанију игре The Neverhood Inc.

## Радња
Игрица почиње са главним ликом по имену Клејмен који се, након дубоког сна, буди у узгајалишту. Не зна ко је и где се налази. Једини његов циљ је да открије више о себи и шта треба да ради. Истражујући мистериозни свет, Неверхуд, Клејмен решава загонетке, слагалице и налази видео траке које је снимио његов пријатељ Вили Тромбон како прича о свему што се десило пре него што се главни јунак родио. Творац овог енигматичног света је био краљ Хоборг који је ту, уз помоћ "Животног семена" створио свог првог сина названог Клог. Могао је било шта да уради, само да не одузме краљеву круну. Љубоморан и похлепан, Клог је зграбио круну у његовој палати и прогласио себе владаром Неверхуда. Без круне која му је тајна живота, Хоборг се скаменио на свом трону држећи у руци још једно "Животно семе" које је искочило и пало. Кад је Вили то пронашао, оставио га је у кући где је настао Клејмен. Отуда, главни задатак је да се врати круна Хоборгу и да Клог буде поражен.

### Сала записа
Више о свету Неверхуд и ван њега се може сазнати у Сали записа која је озлоглашена због огромне дужине и предугачког текста. Играчу није обавезно читати, али, да би напредовао у игрици, један од видео трака се налази на самом крају сале коју треба да покупи и потом да се врати назад због ћорсокака, губећи много времена само на томе.
Без обзира, Сала записа носи корене из Библије и постоје паралеле између неких прича. Описана је историја универзума који је створио свемоћно биће Отац (као Бог). Његов први и једини син је био Кватер који је исковао седам круна за седам бића које је креирао да би учинио свог Оца поносним због свог труда. Његови синови су се звали:
Огдила - Маса плавог гаса која уопште није свесна сопственог постојања. У себи је носио авантуристички дух од кад је створен.
Бертберт - Кватеров несавршени дупликат који је поседовао моћ говора и разума, али није могао схватити чињеницу да је другачији од Кватера. Мислио је да је он сам Кватер и одједном направио седам круна и свој народ по свом лику. Пошто је Бертберт био инфериорнији од свог оца, свака генерација је била све гора и гора, а последња генерација није изгледала уопште живо.
Нумерон - Биће сачињено од гомиле коцкица. Опседнут је знањем и савршенством али скоро ништа није радио без Кватерових јасних упутстава. Волео је своју круну и носио је поносно, сувише поносно. Направио је три стотине дупликата којима би шефовао сваки дан.
Отоборг - Срећни и весели краљ који је проучавао роботе, направио их је три да би саградили седам кућа за своје синове од којих је један Вили Тромбон. Његовом свету је недостајала гравитација, тако да се једног дана његов свет раскомадао и његови роботи и синови су били раздвојени.
Хомен - Након што је створен, Кватер му је дао две круне и допустио му да одлучи шта ће учинити са другом. Дао је свом сину по имену Пинто Бањан који му је помогао у свему. Мраволика створења названа Јнти (енгл. Ynts) су Хоменова креација.
Хоборг - Личност чије име значи "велико срце". Чим кад је добио круну, одлетео је у празнину са способношћу да ствара. Тако ће после направити Еверхуд, комшилук који би трајао заувек. Ово представља преднаставак приче о Неверхуду.
Арвен - Жустри и елегантни краљ који је направио хиљаде бића у тренутку кад је добио круну. Његова брзина је усклађена са аеродинамичним перајем на потиљку. Кватер га је створио да буде тих, озбиљан, витак и ефикасан. Одговоран је за настанак многих светова, планета и бића.

## Играње
Пошто је то покажи и кликни игрица, играч користи леви клик да помери Клејмена. Неопходно је да се истражи све и не постоји начин да игра буде завршена (енг. game over) осим у једном одређеном делу. Уколико се деси да је играч изгубљен и не зна где треба даље да иде, Вили Тромбон може помоћи захваљујући његовим писмима у угзајалишту. Постоји опција да се скрате одређене сцене и области које је играч већ посетио притискајући дугме спејс (енг. space). Игрица има и опцију чувања напретка на главном менију.

## Музика
Игрица је највише запамћена по шашавој и заразној музици коју је компоновао Тери Скот Тејлор, познати текстописац у бендовима Daniel Amos, Lost Dogs, The Swirling Eddies. Богаћена је жанровима блуза и џеза. Године 2004. је направљен албум Имагинаријум: Песме из Неверхуда (енг. Imaginarium: Songs from the Neverhood).

## Занимљивости
Судећи по развијачима, 3½ тоне глине је утрошено за изградњу Неверхуда.
Ако играч и даље узима Вилијева писма, писаће нешто ирелевантно са решавањем загонетки. Често су поруке подругљиве и шаљиве.
Била је планирана филмска адаптација коју би режирао и о којој би писао Даг Тен-Нејпел, али је отказана због недовољног буџета.

## Наставак
Скалманкиз (енгл. Skullmonkeys) је платформска дводимензионална видео-игра која је настала 1998. године и представља наставак Неверхуда. Главни лик је такође Клејмен који мора да заустави Клога и његове манипулисане мајмуне чије су главе само лобање. Игрица је позната по тежини и великом броју нивоа. Програмирана је искључиво за PlayStation конзоле.